# José Musso Pérez-Valiente
José Musso Pérez-Valiente (Llorca, 26 de desembre de 1785 - f. Madrid; 31 de juliol de 1838), humanista, historiador, poeta i traductor espanyol.

## Biografia
Va ser membre de la Reial Acadèmia de la Història, de la Grecollatina, de la de Belles arts de Sant Ferran, de la Societat Econòmica de València i de la de Ciències Naturals. Els seus pares van ser José María Musso Alburquerque i Joaquina Pérez-Valiente y Brost. Ella era filla del comte de Casa Valiente, per la qual cosa José Musso va rebre els primers ensenyaments a la seva pròpia casa de part de l'abat Chevalier, un sacerdot francès emigrat a Espanya a causa de la Revolució francesa, educació reservada a nobles i burgesos acomodats. Als 10 anys es va traslladar a Madrid per estudiar com a alumne intern en el Seminari de l'Escola Pia de Sant Ferran. En tres anys, i acompanyat de Chevalier, va estudiar humanitats, filosofia, matemàtiques, àlgebra superior, mecànica, hidràulica i dibuix. En 1797 va tornar a Lorca amb la finalitat d'ocupar-se de l'administració dels béns de la família. Encara que realitzava aquesta activitat per no defraudar als seus pares, anhelava i enyorava els temps en els quals havia estat immers al món de la ciència i l'art. Va lluitar en la Guerra del francès amb el grau de capità; durant el conflicte es va casar a Múrcia amb María de la Concepción Fontes y Reguera (1810) i va formar part de la seva Junta de defensa, enfrontant-se al general Elío que no l'acatava. En aquells dies va escriure unes Reflexiones sobre la naturaleza y último fin del hombre.
En acabar la guerra es va dedicar als seus estudis hel·lenístics, centrats en la poesia de Safo i d'Anacreont. La mort del seu pare el va sorprendre el 4 de juliol de 1815. Favorable a l'aixecament liberal de Rafael del Riego, es va allistar en la Milícia Nacional en 1820. Nomenat alcalde de Lorca en 1821 i envaïda Espanya pels francesos en 1823, es va refugiar en Gibraltar. Allí va aprendre a la perfecció l'anglès i va publicar en aquest idioma una comparació del teatre clàssic anglès amb l'espanyol.
Va poder tornar a Espanya i es va establir a Madrid. En aquells dies va traduir en vers Plantilla:LÁyax de Sòfocles i el Heautontimorúmenos de Terenci, així com algunes Odes d'Horaci. Va escriure observacions sobre algunes peces dels teatres de Calderón, Lope de Vega i Cervantes, i sobre La Celestina, va extractar l'Itinerari d'Alexandre de Laborde i el seu Viatge pintoresc; va fer també extractes i anotacions de la Història d'Espanya de Juan de Mariana, de la dels àrabs per Conde, i de gairebé llots els cronistes i historiadors. Es va proposar escriure la història de la Guerra del francès; però, havent sol·licitat del govern que se li facilitessin els documents que existien als arxius i secretaries, la seva sol·licitud va ser denegada amb menyspreu per Francisco Tadeo Calomarde.
Va llegir onze vegades el Vell Testament, i el Nou divuit. També va fer versos ell mateix i va escriure un Diario (1829-1837), participant activament en les labors lexicogràfiques de la Reial Acadèmia de la Llengua i les de la Reial Acadèmia de la Història, on es va encarregar especialment de preparar l'edició de la Crónica de Fernando IV. En 1833 va morir la seva mare i un any després la seva dona, aquesta última de febre groga. Va emprendre l'estudi de les ciències naturals, assistint diàriament i per diversos anys consecutius a les classes de mineralogia, anatomia comparada, zoologia, botànica, agricultura i química, com a alumne matriculat, malgrat la seva edat i els seus honors. En la primera d'aquelles ciències va sentir per tres anys les explicacions del professor Donato García, les explicacions del qual escrivia diàriament. A la classe de química d'Antonio Moreno, va resoldre els problemes que aquest li va assenyalar, i va escriure una dissertació sobre les pressions i temperatures dels gasos; va obtenir diversos premis acadèmics. Nicómedes Pastor Díaz va escriure la seva biografia en la seva Galeria de españoles célebres contemporáneos. Madrid: Ignacio Boix, 1845, VII.

## Obres
- Obras, ed. José Luis Molina Martínez, Ayuntamiento de Lorca, Universidad de Murcia, 2004, 3 tomos.
- Diario (1827-1838)
- Memorial de la vida (1837)
- Traducciones de varias obras de Quinto Horacio Flaco y algunas elegías de Publio Ovidio Nasón, Madrid, Imprenta Real, 1798
- Extracto de El itinerario de Laborde, Cabrerizo, Valencia, 1817
- Discurso gratulatorio al Señor Don Fernando VII, Rey de las Españas, por haber jurado la constitución política de esta monarquía. Premiado por la Academia Española en Junta de 15 de marzo de 1821. Su autor, D. José Musso y Valiente, vecino de la ciudad de Lorca. Madrid, por Ibarra, impresor de Cámara de S. M. 1821
- "Noticia biográfica de Don Leandro Fernández de Moratín", en Obras de Moratín, Real Academia de la Historia, Imprenta Real, Madrid, 1830.
- Colección litográfica de cuadros del Rey de España el Sr. D. Fernando VII, que se conservan en sus reales palacios, museos y Academia de San Fernando, con inclusión de los del Real Monasterio de El Escorial. Obra dedicada a S. M. y litografiada por hábiles artistas bajo la dirección de D. José de Madrazo, pintor de Cámara de S. M., Director de la Real Academia de San Fernando y académico de mérito de la Insigne de San Lucas de Roma. Con el texto por D. Juan Agustín Ceán-Bermúdez, consiliario de la dicha Real Academia de San Fernando, censor de la de la Historia e individuo de otras Academias, Madrid, 1826. Musso va escriure els texts arran la mort de Cea Bermúdez, llibre XII.
- "Memoria sobre los riegos de Lorca" (1833), en Tratado sobre el movimiento y aplicación de las aguas, tomo III, de José Mariano Vallejo.
- Col·laboracions a La Minerva o El Revisor General (1817-1818), poesies originals i traduccions dels clàssics; El Chismoso (Murcia, 1822), carta sobre les injúries que aquest periòdic publicava sobre ell; Semanario Pintoresco (article sobre òpera; en 1844 reprodueix alguns articles dels quals va escriure per a la Colección Litográfica, amb el títol genèric de "Galería de Pinturas"); a La España ("Estudios de la edad media", amb motiu de la publicació de Doña María de Molina de Mariano Roca de Togores), al Liceo Artístico y Literario (1837-1838).
- Sermón sobre la Soledad de María Santísima (1838).
- "De la certidumbre histórica". Apareguda a Revista de Madrid, 1838, pp. 131-154.
- "De la existencia de Dios", a Revista andaluza, Sevilla, 1841, pp. 747-748.
- "Discurso en acción de gracias leído en la Real Academia por don José Musso Valiente, al tomar plaza de honorario", a Memorias de la Real Academia Española, III, 1871.